# (36900) 2000 SZ176
2000 SZ176 (asteroide 36900) é um asteroide da cintura principal. Possui uma excentricidade de 0.08732990 e uma inclinação de 9.62468º.
Este asteroide foi descoberto no dia 28 de setembro de 2000 por LINEAR em Socorro.